# Aeroportul Heringsdorf
Aeroportul Heringsdorf (IATA: HDF, ICAO: EDAH) este un aeroport din Zirchow, Pomerania Occidentală-Greifswald, Mecklenburg-Pomerania Inferioară, Germania ce deservește zona Heringsdorf. Aeroportul a fost tranzitat în 2018 de 31.038 de pasageri. A fost deschis în 1925 și numit după Heringsdorf.
Situat la o altitudine de 29 m, aeroportul dispune de 1 pistă.

## Infrastructură

### Piste
Aeroportul dispune de o singură pistă. Pista 10/28 are suprafața de asfalt și dimensiunile 2.305 m × 35 m. 